# Arrentès-de-Corcieux
Arrentès-de-Corcieux – miejscowość i gmina we Francji, w regionie Grand Est, w departamencie Wogezy.
Według danych na rok 1990 gminę zamieszkiwało 165 osób, a gęstość zaludnienia wynosiła 10 osób/km² (wśród 2335 gmin Lotaryngii Arrentès-de-Corcieux plasuje się na 880. miejscu pod względem liczby ludności, natomiast pod względem powierzchni na miejscu 283.).